# Mario Bellini
Mario Bellini (Milão, 1º de fevereiro de 1935) é um arquiteto e designer italiano, com escritório em Milão.

## Biografia
Graduou-se como arquiteto em 1959 no Politécnico de Milão. Nos anos 60 inicia profissionalmente sua atividade no campo do design em seu próprio escritório. Em 1987 funda o escritório Mario Bellini Associati Srl, agora Mario Bellini Architect(s), do qual é presidente.
Foi professor de projeto no Instituto Superior de Desenho Industrial de Veneza, de 1962 a 1965, de Composição arquitetônica na Universität für angewandte Kunst di Viena nos anos de 1982-1983. Em 1995 ensinou na Faculdade de Arquitetura di Genova. Participou como docente em seminários e conferências em vários países do mundo.
Apaixonado por arte e colecionador, dedicou-se também à organização de mostras de arte. A Bellini já foram dedicadas diversas mostras pessoais.
Seu reconhecimento internacional obteve um rápido crescimento nas duas primeiras décadas de atividade profissional, culminando com uma mostra pessoal em 1987 no MoMA - Museu de Arte Moderna de Nova Iorque, que abriga um conjunto de cerca de 25 objetos desenhados pelo arquiteto, entre os quais diversas máquinas de escrever Olivetti, bem como mobiliário desenhado para as mais importantes fábricas de móveis européias, como Cassina, B&B e Vitra.